# Amherst
Amherst je město v Hampshire County v americkém státě Massachusetts. V roce 2010 v něm žilo 37 819 obyvatel.

## Dějiny
První zmínky o sídle pochází z roku 1658. V roce 1759 obdrželo městská práva. Ve městě se narodila, žila, zemřela a je pochována slavná americká básnířka Emily Dickinsonová.